# ウクライナ・エア・アライアンス4050便墜落事故
ウクライナ・エア・アライアンス4050便墜落事故は、2019年10月4日 に発生した航空事故である。ビーゴ・ピナドール空港からリヴィウ国際空港へ向かっていたウクライナ・エア・アライアンス4050便（アントノフ An-12BK）がリヴィウ国際空港の南東1km地点に不時着した。乗員乗客8人中5人が死亡した。

## 事故の経緯

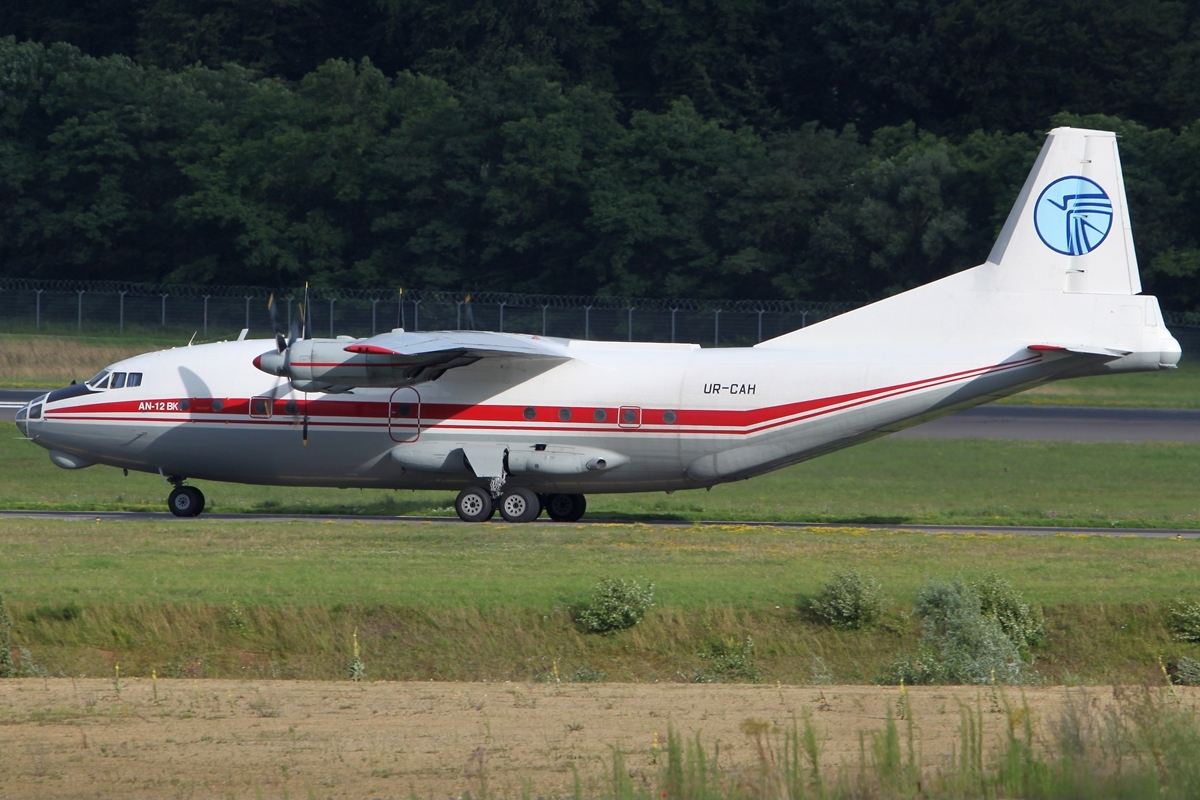
2012年に撮影された事故機

4050便はスペインのビーゴ・ピナドール空港からウクライナのリヴィウ国際空港へ向かう貨物便で、10t近い自動車部品を積載していた。同機はウクライナで燃料補給を行った後、イスタンブールへ向かう予定だった。
現地時間22時30分にビーゴ・ピナドール空港を離陸した。搭乗していたのは7人の乗員と貨物の付き添い人1人の計8人だった。
7時10分頃、機体が管制官のレーダーから消失した。30分後、滑走路から1.5km地点のサッカー場や墓地がある木々の中で大破した機体が発見された。

## 事故調査
ウクライナ航空事故調査局が調査を開始した。最終報告書では濃霧の中、疲労していたパイロットが危険な高度まで降下していたことに気づかなかったことが事故原因とされた。また、重量超過によって燃料消費が多くなり、代替空港へ向かうことが出来なかったことが要因としてあげられた。

## 事故後
事故の翌日、ウクライナ当局はウクライナ・エア・アライアンスの運航証明書を取り消すと発表した。10月7日に改訂された運航者登録簿からも社名が取り消されている他、EU空域の飛行も禁じられている。